# Герольд (префект Баварії)
Герольд молодший або Герольд II (пом. 799) — німецький аристократ, шурин Карла Великого, префект Баварії, маркграф Аварської марки, засновник роду Герольдонів.

## Біографія
Герольд був сином графа Герольда з Вінцгау та Еми Алеманської, доньки герцога Гнабі. Його сестра Гільдегарда була другою дружиною Карла Великого.
Герольд був довіреною особою Карла Великого і супроводжував його в 773/774 роках у його кампанії проти лангобардів. Він відзначився і став сигніфером франкського короля.
У 785 і 790 роках Герольд згадується в документах як граф у Баарі. Він пожертвував великі маєтки на Неккарі та у верхній долині Дунаю (біля Зігмарінгена, Роттвайля та Горба) на користь абатств Райхенау і Санкт-Галль. Брав участь у походах на слов'ян і саксів. Його хоробрість у бою була відзначена.
Герольд відіграв важливу роль в інтеграції Баварії до Франкської імперії та в боротьбі проти останнього баварського герцога Тассілона III. Після повалення Тассілона в 788 році Герольд був призначений префектом Баварії. Карл Великий послав його воювати проти аварів. Там він відзначився з герцогом Еріком Фріульським, і Карл Великий передав керівництво всією кампанією Герольду, Еріку та своєму синові Піпіну Італійському.
У 799 році Герольд загинув у битві з аварами в Паннонії разом з Еріком і його сином. Похований в аббатстві Райхенау.